# Semiparasitismo
Un semiparásito es, según la clasificación de formas de vida de Ellenberg y Müller-Dombois, una planta verde semiautótrofa que vive insertada sobre otros vegetales autótrofos. La categoría se subdivide atendiendo al grado de organización en:
- Semiparásitos talosos: algunos hongos, algas y liquenes.
- Semiparásitos vasculares: se diferencian a primera vista de las plantas totalmente autótrofas por su coloración más clara, verde amarillenta. Un ejemplo bien conocido es el muérdago (Viscum album), que al tiempo que realiza una fotosíntesis normal, absorbe agua y sales nutritivas del árbol sobre el que se encuentra mediante órganos suctores que se introducen en los vasos conductores de este. Parásito que solo lo es parcialmente, bien por obtener parte de sus alimentos por otros medios, bien por serlo únicamente durante una parte de su ciclo vital.

- Datos: Q6124784